# Marinos Dzionis
Marinos Dzionis (gr. Μαρίνος Τζιωνής; ur. 16 lipca 2001 w Analiondas) – cypryjski piłkarz, występujący na pozycji napastnika w serbskim klubie FK Čukarički oraz w reprezentacji Cypru.

## Statystyki

### Klubowe
Na podstawie:
| Klub                 | Sezonów | Liga                      | Liga  | Liga   | Puchar krajowy | Puchar krajowy | Kontynentalne | Kontynentalne | Suma  | Suma   |
| Klub                 | Sezonów | Liga                      | Mecze | Bramki | Mecze          | Bramki         | Mecze         | Bramki        | Mecze | Bramki |
| -------------------- | ------- | ------------------------- | ----- | ------ | -------------- | -------------- | ------------- | ------------- | ----- | ------ |
| Omonia Nikozja       | 3       | Protathlima A' Kategorias | 65    | 12     | 5              | 2              | 18            | 1             | 88    | 15     |
| Sporting Kansas City | 3       | Major League Soccer       | 57    | 2      | 6              | 4              | 1             | 0             | 62    | 6      |
| FK Čukarički         | 1       | Super liga Srbije         | 13    | 0      | 1              | 0              | –             | –             | 14    | 0      |
|                      | Łącznie | Łącznie                   | 135   | 14     | 12             | 6              | 19            | 1             | 166   | 21     |

### Reprezentacyjne
Na podstawie:
| Gole w reprezentacji | Gole w reprezentacji | Gole w reprezentacji | Gole w reprezentacji | Gole w reprezentacji | Gole w reprezentacji | Gole w reprezentacji | Gole w reprezentacji       |
| Lp.                  | Data                 | Miasto               | Przeciwnik           | Wynik                | Gole                 | Inne                 | Rozgrywki                  |
| -------------------- | -------------------- | -------------------- | -------------------- | -------------------- | -------------------- | -------------------- | -------------------------- |
| 1.                   | 29.03.2022           | Nikozja              | Estonia              | 2:0 (1:0)            | 19'                  |                      | Liga Narodów UEFA (baraże) |
| 2.                   | 24.09.2022           | Larnaka              | Grecja               | 1:0 (1:0)            | 18'                  |                      | Liga Narodów UEFA          |
| 3.                   | 15.11.2024           | Nikozja              | Litwa                | 2:1 (1:0)            | 63'                  |                      | Liga Narodów UEFA          |

## Sukcesy
Na podstawie:

### Klubowe
- Mistrz Cypru 2020/21
- Superpuchar Cypru 2022